# 次重音
次重音（secondary stress）在语音学中是指单词发音的两个重音中重音程度（degree）较弱的一个，程度较强的称为主重音。次重音的国际音标符号是在次重音音节之前，位于音节下方的一条短直线，例如在音节nun前：proˌnunciˈation（较高的直线表示主重音）。英语的另一个传统是为主重音和次重音分别分配尖音符和沉音符，例如 pronùnciátion。
大多数语言在音位上最多有一个程度的重音（据分析，英语是一个明显的的例外），即每个音节都有或没有重音。许多语言都有节奏重音，重音的位置可能无法预测，但是当一个重读音节（可能是主重音）的位置已知时，可以预测位于该重读音节前或后的一些音节也是重读的，这些重读音节可能为次重音。例如荷兰语，规则为位于单词起始和单词末尾的音节发次重音，并且在主重音之前和之后的每个交替的音节也发次重音，除非两个重读音节相邻或重音落在 /ə/ （有例外），参见Dutch phonology § Stress。类似的规则适用于罗马尼亚语：只要不与主重音相邻，从第一个音节开始，每个交替的音节发次重音。 在其他的一些语言（例如埃及广播阿拉伯语、博杰普尔语、卡尤加语、爱沙尼亚语、夏威夷语、考雷语、马拉雅拉姆语和Warrgamay语）中， 可预测次重音落在重音上。
在其他语言中，次重音的位置不可预测，或者某些单词的次重音位置可能不可预测（因此是音位的）。这经常出现在日耳曼语中，包括英语。例如，在 vacuum cleaner（真空吸尘器）之类的合成词中，次重音出现，其中vacuum 的第一个音节具有主重音，而cleaner 的第一个音节通常被称为具有次重音。然而，这种分析存在问题； Bolinger (1986)指出，这些可能是完整与减少的非重读元音被解释为次重读与非重读的情况。有关详细信息，请参阅英语中的重音和元音丢失。
挪威语中，复合词的一个词根中的音高重音消失了，但前方的主音音节保留了重读音节的全长（长元音或连音辅音）；这有时被称为次重音。 